# Büraburg

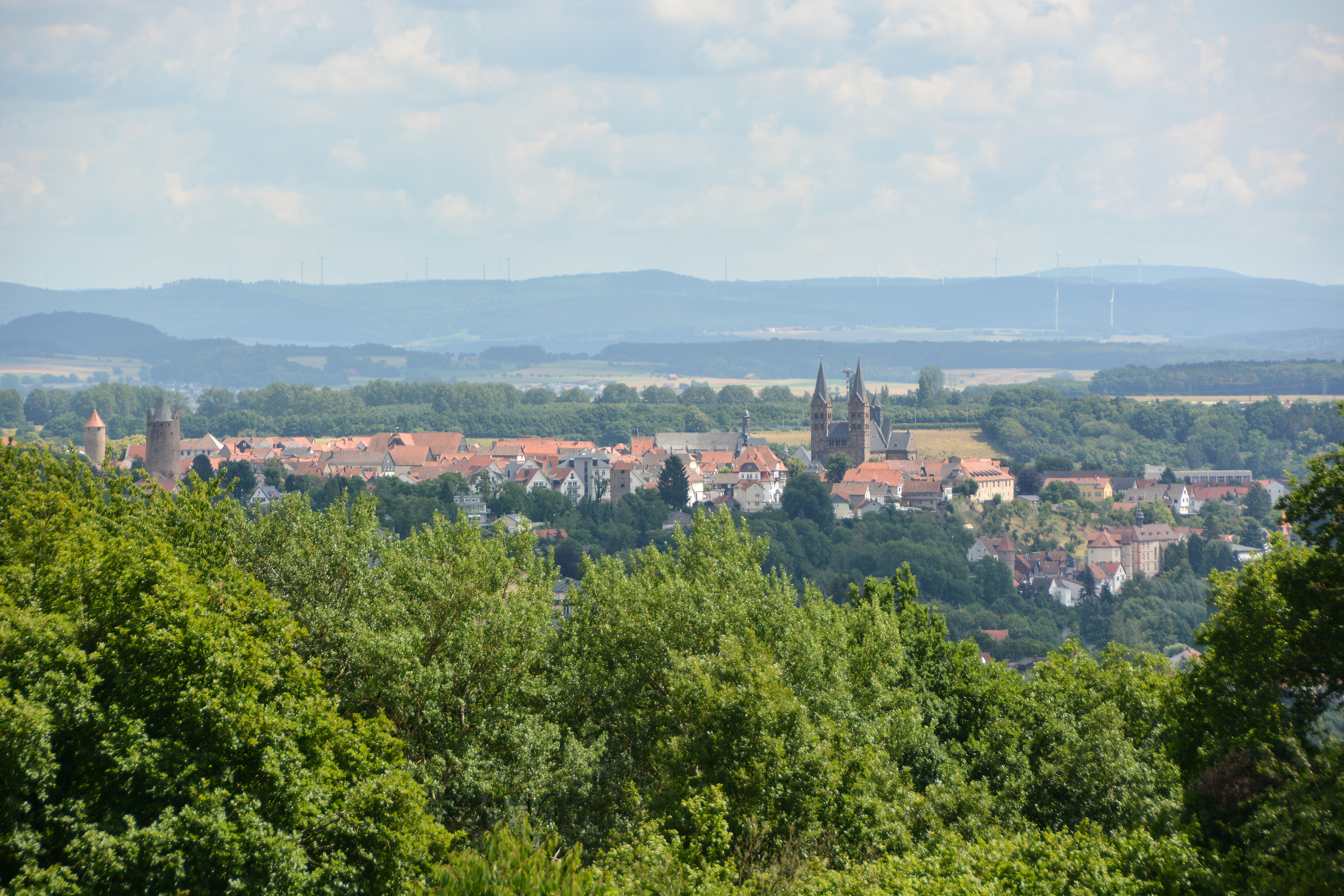
Fritzlar depuis l’éperon rocheux de Büraberg : on distingue à droite les tours de la cathédrale ; au centre la tour carolingienne dite Graue Turm.

Le château fort de Büraburg était une forteresse franque édifiée sur la colline de Büraberg qui domine l'actuelle ville de Fritzlar, dans l'Arrondissement de Schwalm-Eder, en Hesse. Il n'en subsiste aujourd'hui que des ruines, mais à l'intérieur de l'enceinte primitive, l'église des VIe et VIIe siècles a subsisté, avec son cimetière entouré d'arbres. Cette église, d'où l'on peut contempler le paysage bien au-delà de la vallée de l'Eder et Fritzlar, est encore aujourd'hui un lieu de procession et de pèlerinage.

## Géographie
Le château se dresse sur la colline de Büraberg (alt. 275 m), un contrefort nord-est du plateau de Hessenwald (espace naturel no 341.6, composante des Ostwaldecker Randsenken), l'un des deux versants encaissés de la vallée de l’Eder, dominant la vallée entre Ungedanken et Fritzlar à 2,5 km au sud-ouest. Avec l’Eckerich (Fritzlar) qui lui fait face, le Büraberg contrôle le défilé de l’Eder appelé Porta Hassiaca entre le débouché du Wildunger Senkenland et le bassin de Fritzlar-Wabern.
Il subsiste au sommet du Büraberg un tronçon de la vénérable « Route Boniface » (Bonifatiusweg en allemand), qui passait à Fritzlar et Borken.

## Histoire
C'est en un site fréquenté par l'homme depuis des millénaires (Paléolithique supérieur, Culture de Michelsberg, période de La Tène et occupation romaine), aux confins nord-est du royaume des Francs, qu'à la fin du VIIe siècle on édifia un grand château fort sur les vestiges d'une motte castrale de l'époque des grandes invasions.
Vers 680, ce château royal couvrait une enceinte de 8 ha de superficie, comportait des murailles maçonnées épaisses d'au moins 1,50 m, plusieurs tours et trois portes principales. Des fossés couvraient les parements les plus menacés. Un châtelet se dressait sur le flanc sud-est de l'éperon rocheux, abritant quelques étables et des artisans. Vers 700, la forteresse fut munie de murailles plus épaisses (env. 1,80 m). On démonta les portes principales, densifia les constructions à l'intérieur de l'enceinte et le dessin des rues fut planifié (maisons à colombages, maisons des notables comportant cave ou soubassement de pierre, maisons semi-enterrées). L'église Sainte-Brigitte fut édifiée au centre du plateau.
En 723, Saint Boniface fit du château de Büraburg sa base d’opérations et son asile lorsqu'il fit route pour Geismar, pour abattre de ses mains le chêne de Thor (sans doute sur l'actuel parvis de la cathédrale de Fritzlar). Avec le tronc du chêne il fit construire une chapelle dédiée à l’apôtre Pierre. Cette chapelle en bois forma le noyau du monastère bénédictin de Fritzlar fondé en 724 par Boniface, et dont le premier abbé fut Wigbert. Ce monastère devint en 1005 une fondation religieuse.
En 742, Boniface éleva Büraburg, Wurtzbourg et Erfurt en évêchés et fit de son compagnon de route Vit (741–755) le premier évêque de l'endroit. Dès 755, les évêchés de Büraburg et d'Erfurt furent subordonnés au Diocèse de Mayence à la nomination de l'archevêque Lull, sans quoi il n'aurait pu davantage étendre le diocèse de Mayence vers l'est. Büraburg, en tant qu’archidiaconat (transféré plus tard à Fritzlar) devint le siège de l’autorité locale de mayence en Hesse septentrionale et dans l’Eichsfeld. Vit vécut dans le donjon de Büraburg jusqu'à sa mort en 760. Vers 750 l'épaisseur des murs des remparts avait été portée à env. 2,70 m d’épaisseur de peur de nouveaux raids saxons.
En 774, plus de trente ans après la fondation du diocèse, le château royal aux marches des royaumes franc et saxon est de nouveau évoqué dans les annales franques à propos des campagnes de Charlemagne contre les Saxons. Lors des campagnes de Charlemagne en Italie, les Saxons firent derechef irruption en Hesse septentrionale. Grâce au château de Büraburg, les habitants de Fritzlar parvinrent à résister aux envahisseurs, qui durent se contenter de piller la ville abandonnée.
Après la soumission des Saxons, Büraburg, déjà dessaisie de sa fonction politico-religieuse, perdit en 804 sa fonction militaire. Au plus tard au milieu du IXe siècle, le centre de colonisation passa du château à la bourgade de Fritzlar au bord du fleuve, et dès le XIIIe siècle le Büraberg était abandonné.

## Ordonnance et état actuel

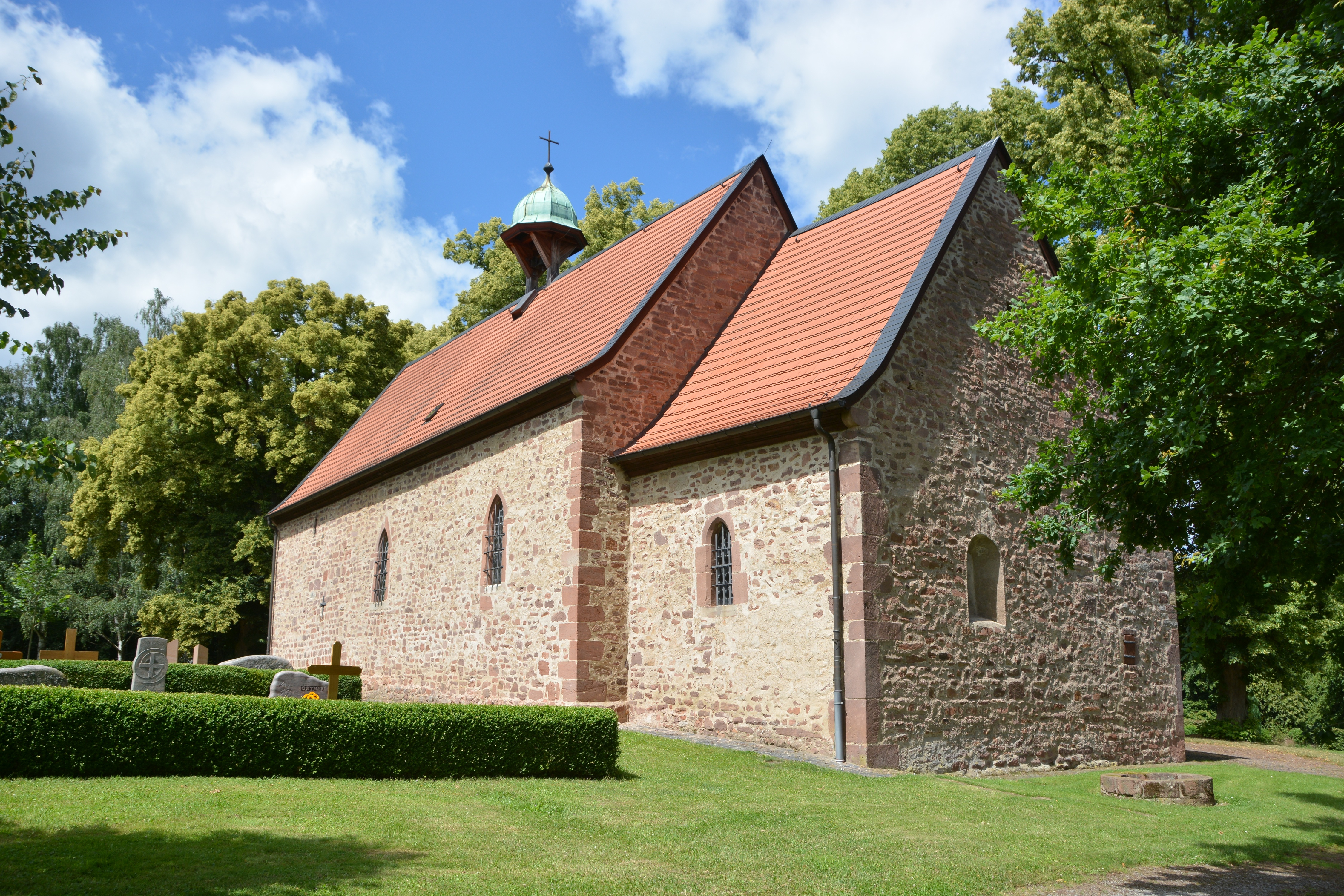
La chapelle Sainte-Brigitte sur le Büraberg

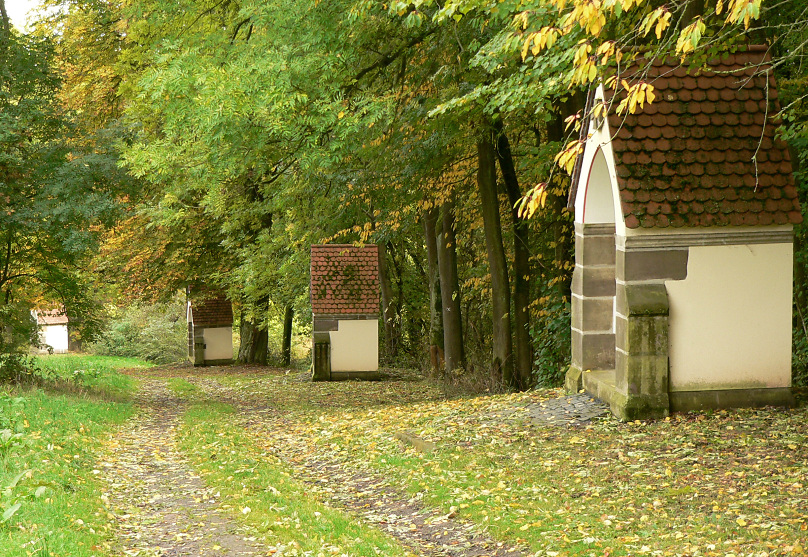
Relais de poste sur le Büraberg

Au sommet du plateau de Büraberg se dresse une chapelle dédiée à la sainte patronne Brigitte d'Irlande. La partie la plus ancienne de l'édifice est le mur du chœur voûté, qui selon la datation par le carbone 14 des particules de bois prises dans le mortier de chaux (École polytechnique fédérale de Zurich, 2002), remonte aux années 543–668 (plus précisément 558–667 après calibration), ce qui en fait l'un des plus anciens édifices religieux à l'est du Limes de Germanie.
Quoique la précision des analyses au carbone 14 ne laisse rien à redire, on peut se demander si les particules de bois prélevées dans le mortier de la maçonnerie du chœur ne viennent pas d'un bois qui aurait été réutilisé pour la fabrication du mortier : en effet, d’après les résultats des fouilles de Sondershausen, non loin du château de Büraburg, on ne peut exclure que la chapelle Sainte-Brigitte ait été à l'origine un temple païen qui ne fut consacré comme édifice chrétien qu'à l’arrivée des missionnaires anglo-saxons (il faudrait ici remonter à l'apostolat de Willibrord, prédécesseur de Boniface en Thuringe). Les mêmes remarques s'appliquent d'ailleurs à l’édifice à deux nefs mis au jour en marge du cimetière mérovingien de Sondershausen (D. Walter, cf. §Literatur).
L'hypothèse selon laquelle le patronage de Brigitte d'Irlande remonte à l'arrivée des missionnaires celtes est démentie depuis qu'on a montré que le culte de Brigitte n'est attesté que par une donation de 1289 (M. Werner, p. 252– cf. Literatur) et qu'il n'est pas antérieur, sur le continent, au VIIIe siècle (M. Werner, p. 257). Ces deux indications permettent de conclure que ce patronage n'est apparu qu'au cours des extensions successives de l'édifice, dont la destination d'origine demeure mystérieuse.
Les dernières fouilles de l’Archäologische Denkmalpflege Hessen (2005) sur la tour ouest (Westturm) de la chapelle, n'ont rapporté aucun indice de construction pré-carolingienne. Cette tour s'est élevée sur les vestiges d'un édifice plus ancien, qui est lui-même fondé à même le grès bigarré ; mais un squelette trouvé là, et daté au carbone 14, permet de le dater entre la fin du IXe et le début du XIe siècle.
La chapelle formait le cœur de l'imposante forteresse franque, qui exista du VIIe au milieu du IXe siècle, et qui par sa triple enceinte de levées de terre, ses fossés et ses remparts circulaires en parpaings de grès bigarré, contrôlait militairement le pays. Au fil des campagnes de fouilles de J. Vonderau s'étalant entre 1926 et 1931, puis celles des années 1960 et 1970, on a pu distinguer plusieurs phases dans sa construction, les dernières remontant aux campagnes de Charlemagne contre les Saxons. D'après l'interprétation de N. Wand (1997), le château couvrait une superficie d’env. 8 ha couverte d'un réseau dense de maisons ordonnées en rues régulières, de diverses époques (remontant même à la Préhistoire) ; il faut y ajouter l'enceinte du châtelet attenant à l'est, d’une superficie d'environ 4 ha. Sur ce châtelet, à l'opposé de la fortification principale, on a mis au jour un alignement de poteaux et de huttes semi-enterrées de forme et d'antiquité incertaine, que N. Wand a qualifié d'échoppes du haut Moyen Âge. Il y avait à cet endroit une source qui pourvoyait à l'essentiel des besoins en haut du château.
Les fouilles menées de 1999 à 2002 par l’Université de Francfort-sur-le-Main en deçà des murailles maçonnées à la chaux, et les nombreux sondages effectués dans le châtelet ont confirmé d'une part la datation de l'époque carolingienne des quadruples fossés situés à l'est des remparts, mais d'autre part ont soulevé un sérieux doute quant aux présupposés et reconstitutions archéologiques, notamment sur l'hypothèse émise en 1958 par Walter Schlesinger d'une agglomération pré-urbaine au haut Moyen Âge sur le Büraberg. Les couches d'humus sombre trouvées derrière les murailles maçonnées à la chaux s'avèrent provenir des sédiments colluviaux, et dès les premiers déblaiements elles étaient mêlées d'éclats de brique d'époque post-carolingienne. Il faut donc croire que les remparts ont, au mieux, été reconstruits à l’époque othonienne, à moins qu'ils ne soient tout simplement d'époque othonienne. Tous les vestiges mis au jour sur le site du châtelet se rattachent à des périodes préhistoriques (surtout en lien avec la céramique de Rössen et la culture de Michelsberg), et témoignent de l'existence d'une activité artisanale pré-médiévale, donc d'une basse cour quasi-suburbaine à l'ombre du donjon de Büraburg au haut Moyen Âge. Globalement, les vestiges renvoient à une exploitation irrégulière, éphémère, de l'emprise du château à l'époque carolingienne, ce qui est conforme aux indications des sources écrites, qui le désignent comme simple refugium au VIIIe siècle. L'analyse contemporaine de l'ensemble des fouilles et études archéologiques du site a amené Th. Sonnemann (2010) à conclure que « Les preuves archéologiques en faveur d'un carrefour, au sens économique et commercial, voire d'un centre pré-urbain, font défaut. »
Les vestiges les plus remarquables encore visibles aujourd'hui sur la colline sont, outre l'église, les murs des caves et les citernes en ruine, tous d'époque médiévale ; et non loin de la porte principale au sud-est, où l'on voit des traces de poteaux et d'anciens foyers, un alignement de casemates le long des remparts.
Récemment, l'un des Archéologues de Büraberg, le Prof. Norbert Wand (Bensheim), décédé le 30 septembre 2004, a été inhumé dans le cimetière du château.